# Saviour of the World
El álbum Saviour of the World (Salvador del Mundo, traducido al español) es una producción grabada en vivo por la banda Planetshakers. Grabado en enero de 2006 en la Conferencia Planetshakers en el vodafone arena en Melbourne, Australia. El álbum fue lanzado al mercado el 1 de junio de 2007. 

## Temas
- Praise You (3:59)
- So In Love With You (4:23)
- Saviour of the World (4:47)
- My Life is Yours (4:35)
- No One Else Like You (7:29)
- Take Me (5:04)
- Reign Forever (10:46)
- Lead Me On (4:14)
- Stand (4:30)
- Boom (3:28)
- Jesus (7:54)
- Healer (9:05)
- Forever (7:08)